# Magneten (beeld)
Magneten is een beeld in Amsterdam-West.
Het kunstwerk staat op het Koningin Wilhelminaplein (voor nummer 16), daar waar die met brug 691 een verbinding heeft met de Schipluidenlaan. Het roestvaststalen plastiek is een ontwerp van Lies Maes en betekende de eerste Amsterdamse opdracht voor deze kunstenares. De Magneten kregen op 8 februari 1974 hun onthulling voor een onderstation van het Amsterdamse energiebedrijf GEB, gebouwd ten westen van het beeld. Het GEB ging naderhand over in Nuon en Liander, maar het beeld bleef staan. Het kunstwerk bestaat uit zes in elkaar verstrengelde magneten.

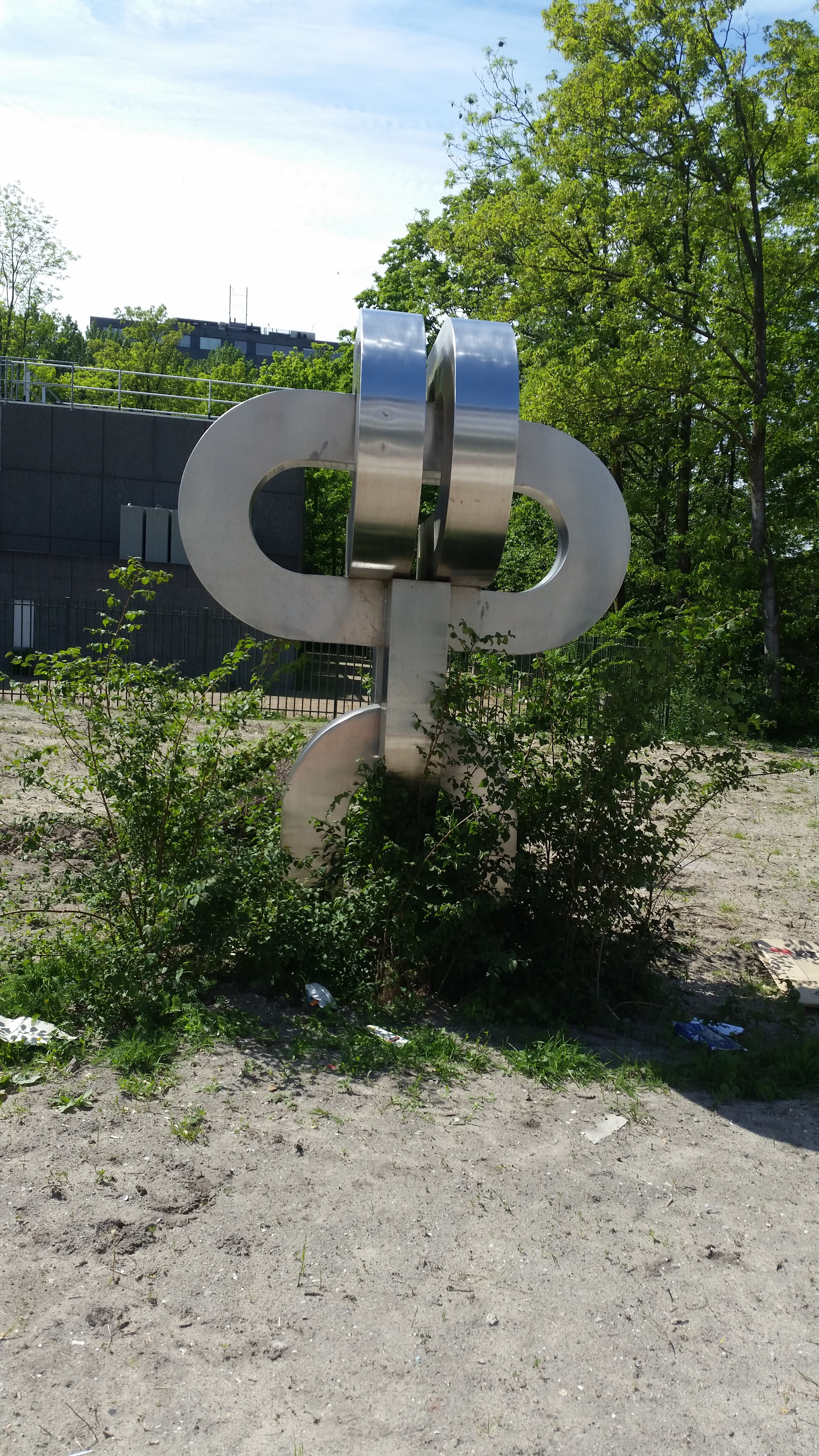
De Magneten in mei 2018